# Sainte-Colombe-près-Vernon

Sainte-Colombe-près-Vernon este o comună în departamentul Eure, Franța. În 1 ianuarie 2022 avea o populație de 310 de locuitori.